# Ricky Barnes
Richard Kyle Barnes dit Ricky Barnes, né le 6 février 1981 à Stockton, est un golfeur professionnel américain.
Il a remporté le championnat de golf amateur des États-Unis en 2002 avant de devenir professionnel en 2003. Il ne compte aucune victoire sur le PGA Tour, il obtient son meilleur résultat en tournoi du grand chelem avec une seconde place lors de l'Open américain en 2009 à deux coups du vainqueur Lucas Glover.

## Liens intéressants
- (en) Profil de Ricky Barnes sur le site de la PGA Tour.